# Edgerton (Wisconsin)
Edgerton és una població dels Estats Units a l'estat de Wisconsin. Segons el cens del 2000 tenia 4.933 habitants.

## Demografia
Segons el cens del 2000, Edgerton tenia 4.933 habitants, 1.958 habitatges, i 1.268 famílies. La densitat de població era de 519 habitants per km².
Dels 1.958 habitatges en un 33,4% hi vivien nens de menys de 18 anys, en un 50,1% hi vivien parelles casades, en un 10,8% dones solteres, i en un 35,2% no eren unitats familiars. En el 29% dels habitatges hi vivien persones soles el 14,2% de les quals corresponia a persones de 65 anys o més que vivien soles. El nombre mitjà de persones vivint en cada habitatge era de 2,49 i el nombre mitjà de persones que vivien en cada família era de 3,06.
Per edats la població es repartia de la següent manera: un 26,8% tenia menys de 18 anys, un 7,8% entre 18 i 24, un 31,3% entre 25 i 44, un 19,9% de 45 a 60 i un 14,2% 65 anys o més.
L'edat mediana era de 35 anys. Per cada 100 dones de 18 o més anys hi havia 91,9 homes.
La renda mediana per habitatge era de 44.684 $ i la renda mediana per família de 52.555 $. Els homes tenien una renda mediana de 34.890 $ mentre que les dones 24.231 $. La renda per capita de la població era de 20.481 $. Aproximadament el 3,7% de les famílies i el 5,7% de la població estaven per davall del llindar de pobresa.

## Poblacions més properes
El següent diagrama mostra les poblacions més properes.